# Jurowce (gromada w powiecie sanockim)
Jurowce – dawna gromada, czyli najmniejsza jednostka podziału terytorialnego Polskiej Rzeczypospolitej Ludowej w latach 1954–1972.
Gromady, z gromadzkimi radami narodowymi (GRN) jako organami władzy najniższego stopnia na wsi, funkcjonowały od reformy reorganizującej administrację wiejską przeprowadzonej jesienią 1954 do momentu ich zniesienia z dniem 1 stycznia 1973, tym samym wypierając organizację gminną w latach 1954–1972.
Gromadę Jurowce z siedzibą GRN w Jurowcach utworzono 1 stycznia 1960 w powiecie sanockim w woj. rzeszowskim. W skład jednostki weszły: obszar zniesionej gromady Czerteż (wsie Czerteż, Zabłotce, Kostarowce i Jurowce), wsie Trepcza, Srogów Dolny i Srogów Górny ze zniesionej gromady Trepcza oraz wsie Falejówka i Raczkowa ze zniesionej gromady Falejówka w tymże powiecie.
30 czerwca 1960 z gromady Jurowce wyłączono wieś Trepcza, włączając ją do gromady Olchowce w tymże powiecie.
Dla gromady ustalono 27 członków gromadzkiej rady narodowej.
1 stycznia 1969 do gromady Jurowce włączono obszar zniesionej gromady Pakoszówka (Pakoszówka, Strachocina i Lalin) w tymże powiecie. Odtąd skład gromady Jurowce obejmował 11 sołectw: Czerteż, Falejówka, Jurowce, Kostarowce, Lalin, Pakoszówka, Raczkowa, Srogów Dolny, Srogów Górny, Strachocina i 
Zabłotce.
W 1971 roku gromada Jurowce liczyła 5663 mieszkańców, zamieszkujących miejscowości: Czerteż (301), Falejówka (663), Jurowce (298), Kostarowce (638), Lalin (241), Pakoszówka (837), Raczkowa (474), Srogów Dolny (282), Srogów Górny (458), Strachocina (1207) i Zabłotce (264).
1 listopada 1972, w związku ze zniesieniem powiatu sanockiego, gromada weszła w skład nowo utworzonego powiatu bieszczadzkiego w tymże województwie, oprócz wsi Lalin i Pakoszówka, które włączono do gromady Grabownica Starzeńska w powiecie brzozowskim w tymże województwie.
Gromada przetrwała do końca 1972 roku, czyli do kolejnej reformy gminnej.